# Grzmot (symbol)

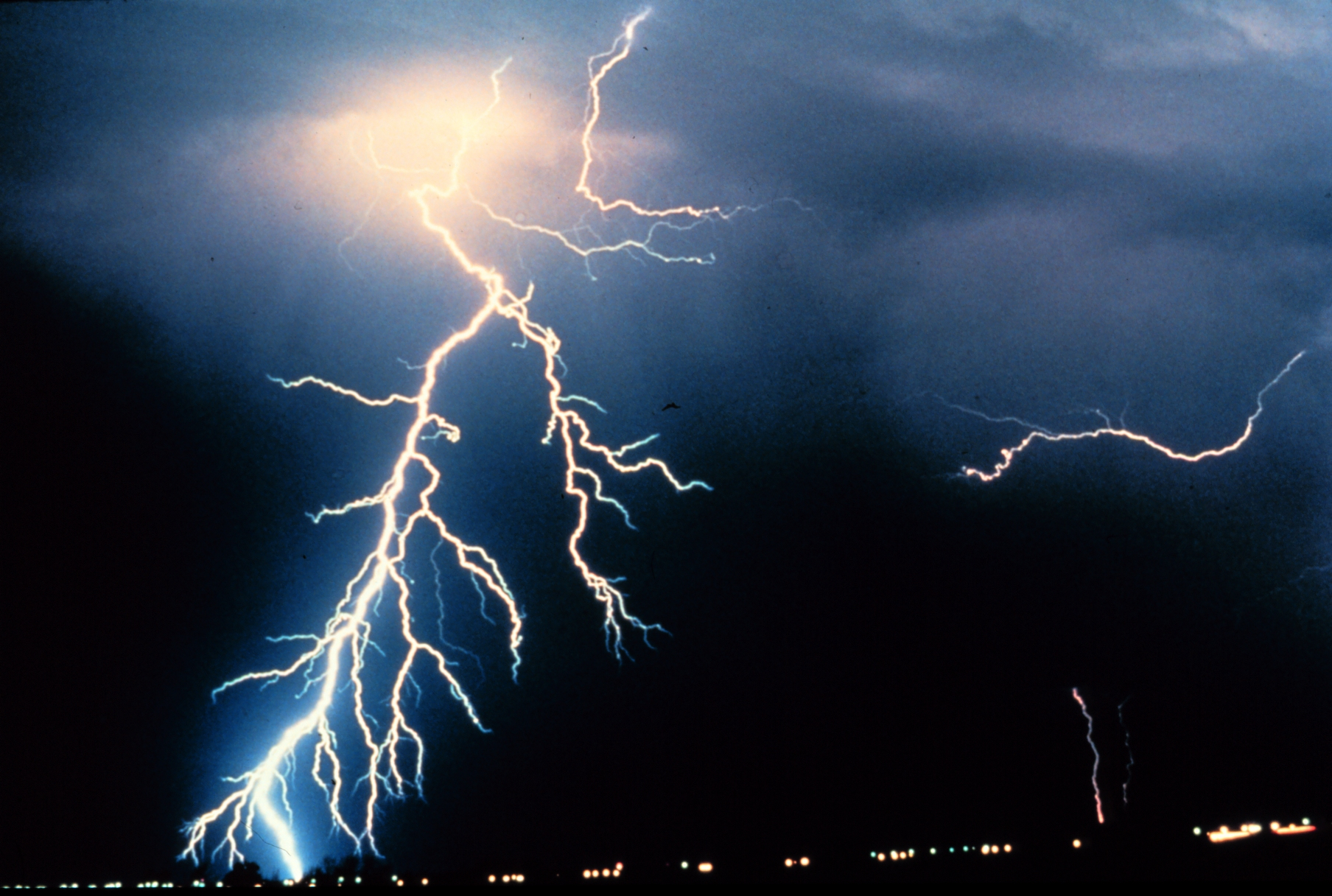
Piorun

Grzmot, jedno z najbardziej efektownych zjawisk natury, jest symbolem sądu, kary, a także nowego początku.

## Grzmot jako zjawisko

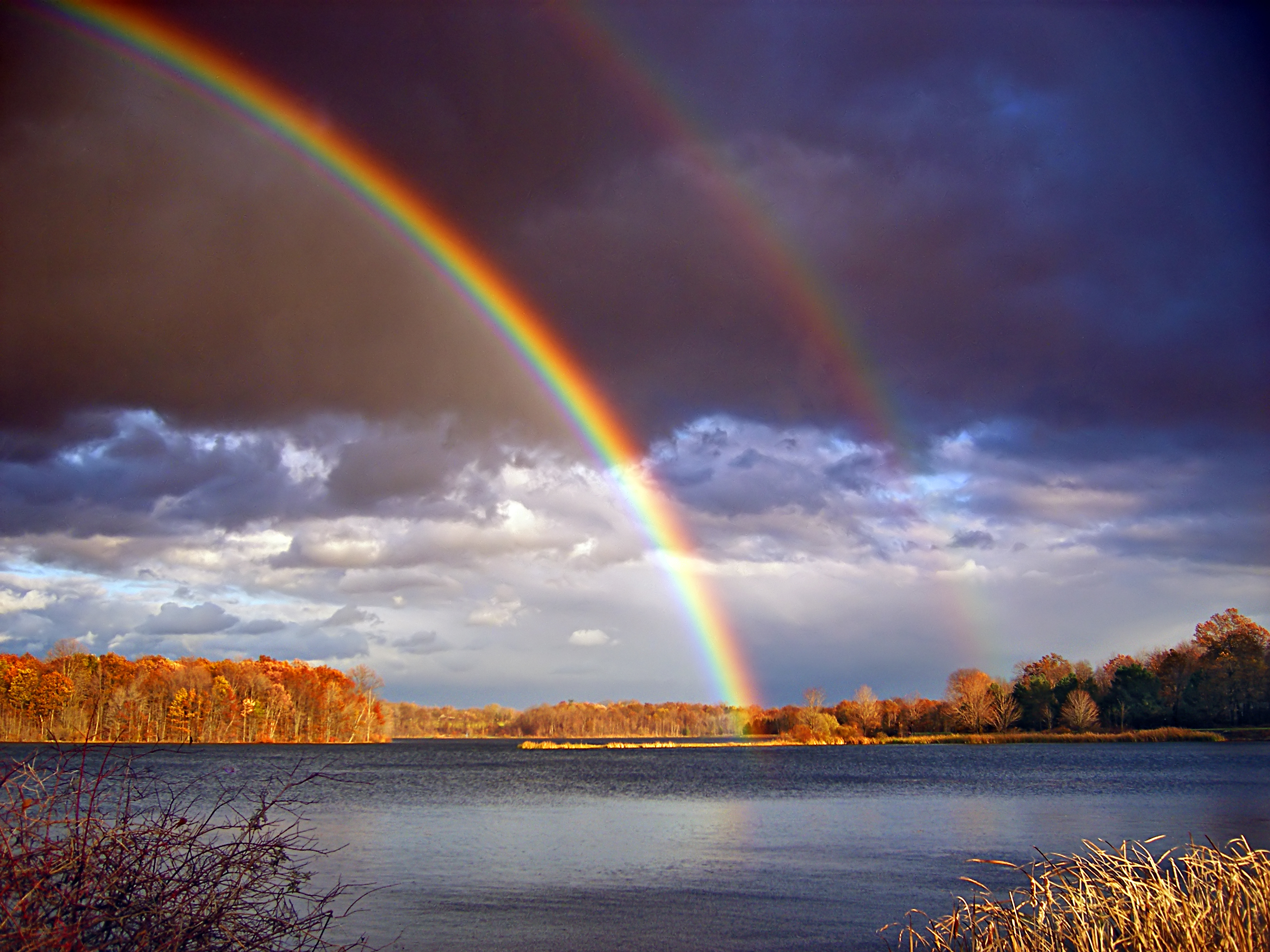
Tęcza

Grzmot to efekt akustyczny towarzyszący piorunowi, jest donośny i nagły, a dokonane przezeń zniszczenia powodują, że należy do efektownych i wzbudzających trwogę zjawisk natury. Człowiek pierwotny nie mógł wyjaśnić tego zjawiska w racjonalny sposób, wyjaśniał je w sposób mityczny, a ponieważ na to niezrozumiałe i groźne zjawisko nie miał wpływu, posługiwał się magią, by mu zaradzić. W miarę rozwoju wiedzy przyrodniczej grzmot został odmitologizowany, a jego rola pomniejszona. 
Na człowieku pierwotnym nie robiły wrażenia regularnie się powtarzające, takie jak cicho szemrzący strumyk, zieleniejące się drzewo, wschody i zachody słońca, pory roku, deszcz, ponieważ do zjawisk tych przyzwyczaił się, a ponadto nie niosły one człowiekowi zagrożenia. Dlatego uznał je za naturalny przejaw funkcjonowania przyrody. Dopiero to, co przychodzi niespodzianie i przejawia się w nagły, gwałtowny sposób – piorun, grzmot, trąba powietrzna, tęcza, kometa, meteor, zaćmienie słońca, skała lub drzewo o niezwykłym kształcie, wodospad – zwracało jego uwagę, pobudzało wyobraźnię i uznał je za ponadnaturalne zjawiska wyposażone w tajemniczą moc. Tajemnicze, pochodzące z innej strefy rzeczywistości siły uznał za sprawcę niezwykłych zjawisk natury. Były one źródłem wielkich obaw dla pierwotnego człowieka. Dla współczesnego człowieka grzmot oznacza nieoczekiwane, szokujące i zaskakujące wydarzenie, najczęściej nieszczęście („grom z jasnego nieba”), błyskawica zaś – szybkość („wieść ta obleciała kraj lotem błyskawicy”).
Grzmot postrzegany był jako element kary i symbol kary. Ze względu na wywołujące strach wrażenie zmysłowe, interpretowanie grzmotu jako symbol gniewu i kary samo się narzuca, toteż postrzeganie go jako elementu bądź zwiastuna kary było najbardziej rozpowszechnione i utrzymuje się w świadomości ludzkiej po dziś dzień. W mitologii greckiej, jak i chińskiej, bóg władający piorunami sprowadza na ziemię potop po znieważeniu go przez ludzi. Sumeryjski Enlil zsyła potop ponieważ sprzykrzył mu się czyniony przez ludzi hałas.

## Grzmot w mitologiach

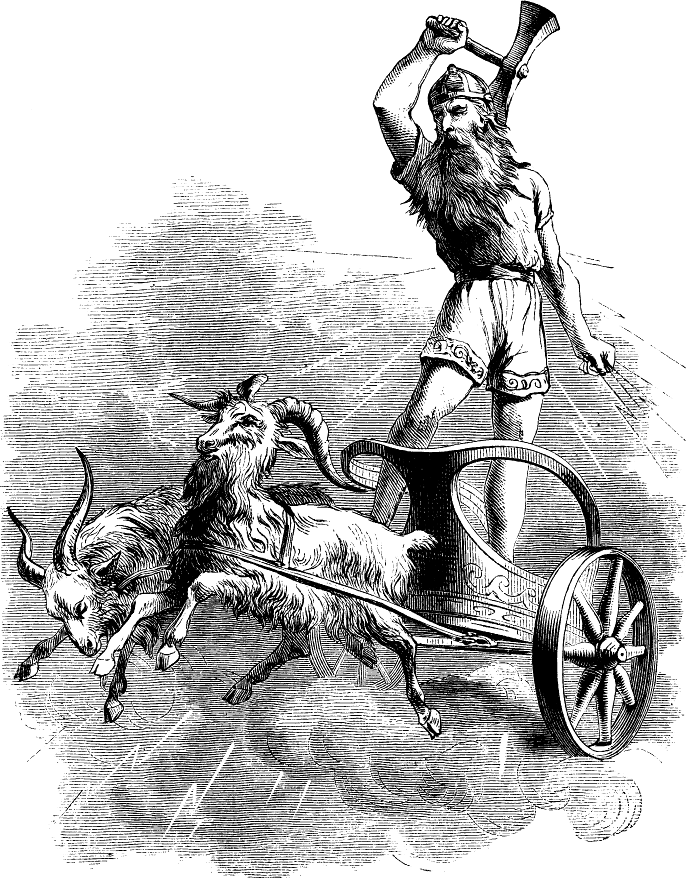
Thor, germański bóg grzmotu

W religiach politeistycznych wywołujące piorun siły, zyskują na cechach osobowych i personifikują się w bogu burzy. Grzmot zostaje oddzielony od tych sił i zostaje podporządkowany konkretnemu uranicznemu bóstwu (bóg grzmotu), stając się jednym z jego atrybutów. Ponieważ grzmot zaliczany był przedtem do najpotężniejszych i najefektowniejszych zjawisk natury, przyporządkowywano go najpotężniejszemu i najgroźniejszemu spośród bogów. Bóg ten staje się panem niebios, którą to władzę uzyskuje najczęściej na drodze uzurpacji, a także władcą ziemi, na którą zsyła swoje karzące pioruny. Cała przypisywana dotychczas grzmotowi moc została teraz przypisana bogu burzy. Grzmot przywołuje na myśl stojące za nim bóstwo, świadczy o jego potędze, jest jego bronią i narzędziem. Sam grzmot stał się w ten sposób jedynie symbolem.

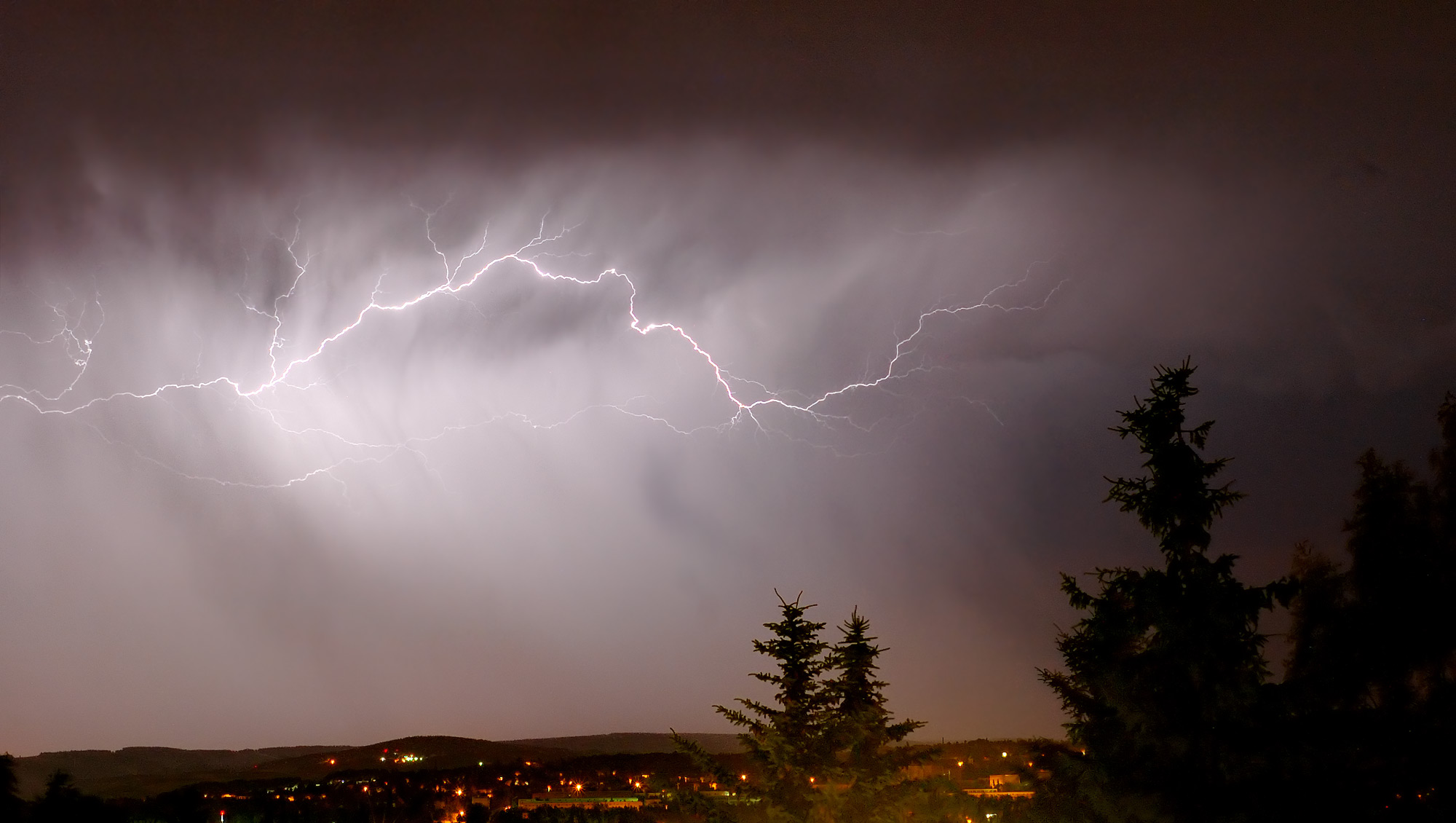
Błyskawica przeskakująca między chmurami

Według zamieszkujących Tanzanię i Zambię plemion Ba-Ila, Batonga i Wembów, najwyższym bogiem jest Leza. Nazywany on jest dawcą deszczu, lub dawcą grzmotu i deszczu. Błyskawica to strzała w łuku Lezy, a łukiem jest tęcza. Plemiona Konde (w Tanganice) najwyższą istotę nazywają Lesa. Termin ten oznacza wszystko to, co wielkie i nadzwyczajne, również grzmot nazywany jest lesa. Według ludów Kikuju i Zulu grzmoty są odgłosami poruszeń Boga, natomiast według Joruba i Tiw są one wyrazem jego gniewu. Według mitów i legend zachodnioafrykańskiego ludu Kraczi, księżyc – małżonka słońca – sprzeniewierzyła się słońcu i znalazła sobie nowego kochanka. Słońce pogodziło się z tym stanem rzeczy i podzieliło się z księżycem dziećmi (gwiazdy) i majętnościami. Jednak księżyc często naruszał i nadal narusza posiadłości swego byłego małżonka. Prowadzi to do bitew między gwiazdami – dziećmi słońca i gwiazdami – dziećmi księżyca. Na ziemi występują wtedy sztormy, grzmią pioruny i miotane są błyskawice. Księżyc, jako słaba kobieta, z reguły ustępuje, wysyła swego posłańca tęczę, a ta zabiera z pola walki zacietrzewione dzieci księżyca.
U Inków piorun (Illapa lub Ilyapa) był przedmiotem czci. W przypadku długotrwałego braku deszczu zanoszono modły do niego o zesłanie deszczu dla zapewnienia urodzaju. Dawni Słowianie byli przekonani, iż uderzenie pioruna podczas burzy otwiera co roku nową fazę wegetacyjną – wiosnę. Obowiązywał też zakaz kąpania się do pierwszej wiosennej burzy lub do pierwszego grzmotu po letnim przesileniu słońca. Fenicjanie wierzyli, że wstrząs wywołany uderzeniem pioruna umożliwił zwierzętom śpiącym w nasiennych powłokach, obudzenie się do życia.
Plemię Dakota (zwane Siuksami) siłę magiczno-religijną o nieosobowym charakterze wyrażało terminem wakan, które oznacza w górze, ponad. Siła ta krąży w kosmosie i przejawia się w nadzwyczajnych zjawiskach, takich jak gwiazdy, meteory, słońce, księżyc, a przede wszystkim w grzmocie, który jest szczególnie przepojony wakanem (grzmot określany jest terminem wakantanka). Irokezi tę samą siłę nazywali orenda, Algonkinowie – manitou. Ludy Mende nazywają Boga Leve, co znaczy w górze lub wysoko. U Ba-Rongów tilo oznacza wysokie niebo. Nazwa praindoeuropejskiego bóstwa Dieus oznaczająca jasne dzienne niebo (sanskr. div, świecić, niebo, dzień; łac. dium – czyste dzienne niebo; indoeuropejski rdzeń diu – deivo oznacza jasność, dzień, niebo, bóstwo), a więc coś, co znajdowało się wysoko w górze. Również akadyjskie ellu oznaczało jasny, błyszczący, od tego słowa pochodzi El, Eloah, Elah, Elohim. Przy pomocy ellu przekładano sumeryjskie dingir.
W religiach politeistycznych wywołujące piorun siły, nabierają cech osobowych i personifikują się w bogu burzy. Grzmot zostaje oddzielony od tych sił i zostaje podporządkowany konkretnemu uranicznemu bóstwu (bóg grzmotu), stając się jednym z jego atrybutów. Ponieważ grzmot zaliczany był do najpotężniejszych i najefektowniejszych zjawisk natury, zazwyczaj przyporządkowywano go najpotężniejszemu i najgroźniejszemu spośród bogów. Bóg ten zostaje panem niebios, a także władcą ziemi, na którą zsyła swoje pioruny. Cała przypisywana dotychczas grzmotowi moc została teraz przypisana bogu burzy. Grzmot przywołuje na myśl stojące za nim bóstwo, świadczy o jego sile i potędze, jest jednym z jego sposobów ingerowania w sprawy ziemskie i jest jego narzędziem. W ten sposób grzmot uzyskał rangę symbolu.

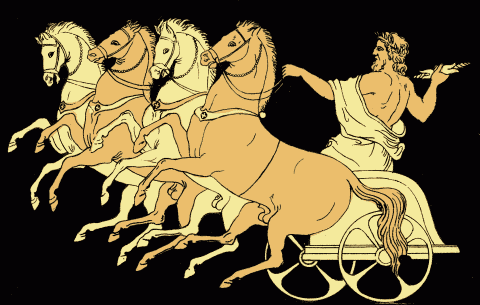
Zeus miotający pioruny

W wielu mitologiach występuje wątek walki boga grzmotu z potworem chaosu (Marduk – Tiamat, Indra – Wrytra, Teszub – Illujanka, Re – Apopis, Zeus – Tyfon lub Zeus – Pyton, Perun – Żmij, Baal – Mot, liczne paralele afrykańskie i z Ameryki Środkowej). Bóg burzy, zwyciężał i rozłupywał – zazwyczaj przy użyciu piorunów – potwora chaosu, co jest zwykle związane z zaprowadzaniem porządku i sprawiedliwości w świecie (czasem tylko urodzaju). W taki sposób symbol grzmotu jest pośrednio związany z nastaniem nowej epoki w dziejach świata, epoki ładu i porządku.
W niemal wszystkich religiach grzmot odgrywał znaczącą rolę. Do nielicznych wyjątków należy religia starożytnego Egiptu, a częściowo także Sumeru, w których mitologiach grzmot nie odegrał tak doniosłej roli, a bóg grzmotu nie był bogiem najwyższym. Uwarunkowane jest to zapewne klimatem, w krajach tych burze atmosferyczne są rzadkością, deszcz pada jedynie zimą i w niewielkich ilościach. W południowej Mezopotamii burze piaskowe są częstsze niż burze atmosferyczne. Urodzaj Egipcjanie zawdzięczali wylewom Nilu, a nie ulewom deszczowym. W panteonie mitologii sumeryjskiej Iszkur zajmuje odległe miejsce. Inne zjawiska atmosferyczne (np. wiatr), jak i zjawiska kosmiczne znajdowały w mitach tych krajów częstsze zastosowanie.

## Grzmot w literaturze antycznej
U Homera (IX p.n.e.), grzmot symbolizuje zazwyczaj nieszczęścia i ciężkie bitwy. Wywoływany jest przez Zeusa, który zasiadając na Idzie (Iliada, VII,416; VIII,133.170; XVII,600–601) ciska ognistymi piorunami i grzmi straszliwie. Grzmiąc ingeruje w przebieg bitew (Iliada, XI,53; XX,56) i oznajmia ludziom swoją wolę.
Według Hezjoda (koniec VIII wieku), grzmoty i błyskawice wykuwane są przez Cyklopów: Brontesa, Steropesa i Argesa (Teogonia, 187–206). Imię pierwszego pochodzi od nazwy grzmotu (βροντη), drugiego – od błyskawicy (στεροπη), trzeciego – od pioruna (αργης).
Herodot (485–425) uważał, że grzmoty są wyrzucane przez Boga, który razi nimi w najwyższe domy i drzewa, jeżeli te przekroczyły wyznaczoną im miarę. Bóg sprzeciwia się wszystkiemu co wyniosłe i pyszne, natomiast drobne i niepozorne stworzenia wcale go nie drażnią. Czasami w ten sam sposób niszczy wielkie wojsko, które wyruszyło przeciw niewielkiej armii (Dzieje, 7, 10).
U Ksenofonta (430–355) grzmoty oraz burza są wyrazem gniewu bóstwa (Historia grecka, I,6,28 nn; VII,1,31).
Platon (427–347) tylko raz przypisuje grzmotowi szczególną rolę. Czyni to w X księdze Państwa, wedle której w „dolinie zapomnienia” dusze kładą się spać, o północy rozlega się grzmot (βροντη), następuje też trzęsienie ziemi. Wyrywa on śpiące dusze, które rozlatują się na wszystkie strony, ku nowym narodzinom. Każda z nich wciela się w nowy zarodek ludzki i rozpoczyna nowe, kolejne wcielenie (Państwo 621 B). Grzmot inicjuje życie, nowe życie. Pogląd ten Platon zaczerpnął zapewne od Pitagorejczyków. Ponadto powołał się na pewną legendę – w którą wątpi – że Zeus uderzeniem grzmotu zabił Asklepiosa, bo ten opanował sztukę przywracania życia zmarłym bądź śmiertelnie chorym i mógł w ten sposób zakłócić porządek świata (Państwo III,XVI).
Według Wergiliusza (70–19 p.n.e.), miejsce w którym Eneasz i inni uciekinierzy z Troi założyli miasto Rzym wskazane zostało trzykrotnym grzmotem. Grzmot wyraża wolę „niebios”, a seria trzech grzmotów zastosowana została dla wzmocnienia. Ponadto u Wergiliusza grzmot symbolizuje karę – Eneasz prosi Jowisza o śmierć zadaną uderzeniem pioruna, o ile na nią zasłużył.
Według Liwiusza (59 p.n.e. – 17 n.e.), założyciel Rzymu, Romulus, został zabrany do nieba wśród grzmotów (Ab urbe condita, Lib. I, Cap. XVI,1–3).
Owidiusz (43 p.n.e. – 17 n.e.), w opisach boga grzmotu i zsyłanych przezeń grzmotów wykazuje daleko idącą zależność od Homera i Hezjoda. Grzmoty wykuwane są przez cyklopów i używane przez Jowisza w walkach, bądź podczas karania występków. Spotęgowana jedynie została zależność zjawiska grzmotu od gniewu Jowisza. Jowisz zanim ukarał ziemię potopem, zastanawiał się czy nie ukarać jej ogniem piorunów, obawiał się jednak, że wywołany pożar dosięgnąć może nieba, odkłada więc pioruny i decyduje się na lżejszy wymiar kary – potop.

## Grzmot w literaturze biblijnej
W biblijnej Księdze Hioba grzmot wyraża transcendencję majestatu Boga. Grzmot jest symbolem nieogarniętej dla ludzkiego umysłu potęgi Boga (Hi 26, 14), Bóg jest tym, który wyznacza drogę piorunowi (Hi 38, 25). Grzmot towarzyszy karzącej interwencji Boga, gdy w przystępie gniewu występuje przeciwko wszelkim niegodziwościom (Hi 36,32 – 37,5). W owej chwili zamierają ze strachu serca ludzkie, a efekt dokonanego sądu widoczny jest na całej ziemi. Gdy On zagrzmi nikt tego nie rozumie. Jahwe jest jedynym władcą kosmosu. Może wszystko uczynić i wszystko zniszczyć. Jego moc jest absolutna, a swoboda działania niczym nie ograniczona, nic Go nie wiąże i nic nie zmusza, co wyróżnia Go od pogańskich bogów burzy.

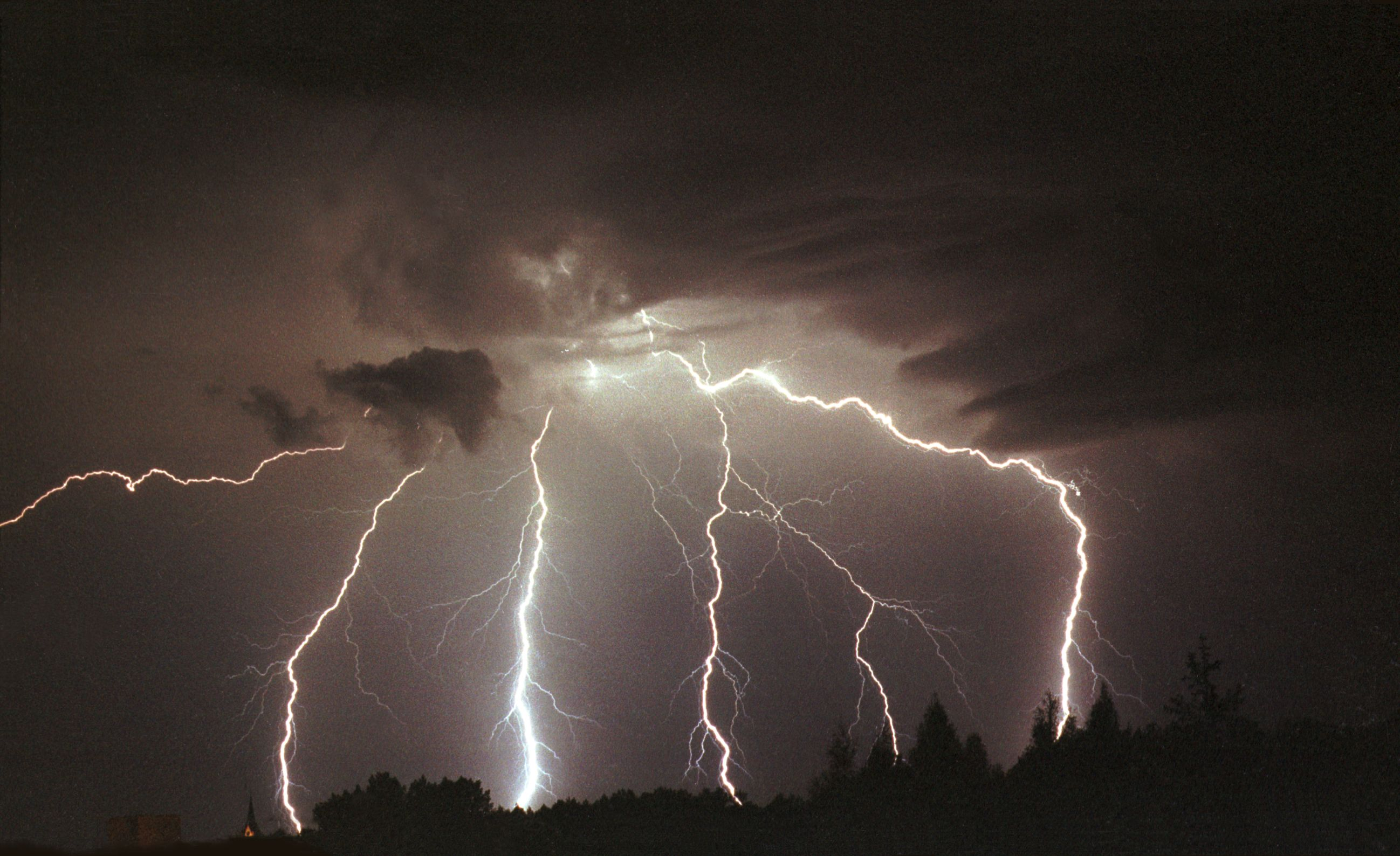
Piorun

Grzmot towarzyszył wyjściu Izraelitów z Egiptu. Był jedną z dziesięciu plag, którą Bóg dotknął prześladowców swego ludu (Wj 9,23–34).
Grzmot w Starym Testamencie służy albo dla wyrażenia transcendencji majestatu i wielkości chwały Bożej, albo dla oddania Jego strasznych, karzących za występki sądów. Może też oznaczać Jego suwerenną władzę nad światem.
Według deuterokanonicznego Listu Jeremiasza cała przyroda poddana jest Bogu i wykonuje Jego wolę. Nagły błysk błyskawicy, jak i grzmot pioruna dokonują się na rozkaz Boży (Bar 6,60–61), a celem grzmotu jest niszczenie gór i lasów (6, 61), a więc wszystkiego tego, co wyrasta ponad przeciętność i niejako dąży do zrównania się z majestatem Boga.
W apokryficznej Apokalipsie Abrahama Bóg nakazuje opuścić Abrahamowi dom swego ojca, gdyż potężny grzmot uderzy w ten dom, spali go i wszystko, co w nim się znajduje (Ap Abr 8,6). Grzmot jest narzędziem, przy pomocy którego Bóg dokonuje sądu nad bałwanami. Natomiast w rozdziale 30 tej apokalipsy jest mowa o dziesięciu plagach, które poprzedzą koniec świata. Dziewięcioma pierwszymi będą m.in. pożary miast, głód, śmierć od miecza, grad i śnieg, dzikie bestie itp. Natomiast dziesiątą plagą będzie grzmot i trzęsienie ziemi (30, 8). W 12 Syb 158 grzmot jest użyty w kontekście zniszczeń wojennych wywołanych przez cesarza Trajana, a w 12 Syb 170 zniszczeń wywołanych przez jego następcę – Hadriana.
W Nowym Testamencie grzmoty (grc: βρονται) występują głównie na kartach jego ostatniej księgi. Poza nią występuje tylko dwukrotnie, mianowicie w Mk 3,17 i J 12,29. W Mk 3,17 grzmot jest jedynie składnikiem imienia βοανεργης (synowie grzmotu), nadanych Janowi i Jakubowi, zapewne ze względu na ich porywczą naturę i skłonność do zbyt szybkiego karania nieświadomych swojej winy ludzi (por. Łk 9, 54). βοανεργης jest transkrypcją hebrajskiego 'bene regaš', co znaczy ‘synowie tumultu’, ‘synowie wrzawy’, natomiast przekład na ‘synowie grzmotu’ jest bardzo swobodny.
W Apokalipsie grzmoty występują w roli symbolu, użyte są jednak w co najmniej dwóch znaczeniach. W innym znaczeniu używane są wtedy, gdy towarzyszą opisowi tronu Bożego (Ap 4,5), w innym zaś wtedy gdy towarzyszą plagom zsyłanym na ziemię (Ap 8,5; 11,19; 16,18). W pierwszym przypadku służą one za atrybut Boga, przedstawiający jego potęgę, wzbudzaną przezeń grozę, jak i niebezpieczeństwo związane ze zbliżeniem się do Jego tronu. W drugim przypadku symbolizują gniew Boży, jak i karę zsyłaną przezeń na grzeszników. W każdym przypadku występują wówczas, gdy dzieje się coś ważnego i doniosłego. Nieco inne zastosowanie grzmoty uzyskują w Ap 10,3–4, gdzie występują w liczbie siedem i opatrzone zostały rodzajnikiem.

## Koran
Według Koranu, pioruny i grzmoty zsyłane są przez Boga, aby ludzi natchnąć bojaźnią i zmusić ich do oddawania należnej Mu czci (Sura XIII,13–14). Piorun ma przerazić grzeszników, a wzbudzić nadzieję u wiernych (Sura XXX,23).

## Nowożytność
Heinrich Heine, niemiecki pisarz i poeta epoki romantyzmu w 1834 roku we Francji napisał:
Kiedy więc usłyszycie potem łoskot i szczękanie, wystrzegajcie się, dzieci sąsiedzkie, wy Francuzi, i nie mieszajcie się do naszych spraw, które będziemy załatwiać u siebie w Niemczech. Mogłoby się to dla was źle skończyć. Wystrzegajcie się podżegania ognia, wystrzegajcie się wygaszania go. Moglibyście łatwo sparzyć sobie palce [..] Nie śmiejcie się z fantasty, który w królestwie zjawisk oczekuje tej samej rewolucji, jaka dokonała się w dziedzinie ducha. Myśl poprzedza czyn, jak błyskawica grzmot.
W podobny sposób rosyjska literatura początku XX wieku zapowiadała rychły upadek caratu.
W 1907 roku białoruski poeta Janka Kupała (1882–1942) przepowiadał nadchodzącą rewolucję. Wiersz Перад бурай zakończył słowami:
І гром заграхоча, і дрогне свет цэлы! (I grzmot zagrzmi, i poruszy świat cały!).
Symbol grzmotu przewija się jeszcze kilkakrotnie w jego wierszach, w takim samym zastosowaniu. Za każdym razem grozi ciemiężycielom i wyzyskiwaczom, że wkrótce zostaną rozliczeni.